# Лесовик, Валерий Станиславович
Вале́рий Станисла́вович Лесови́к (род. 9 марта 1946 года в пос. Смирново Советского района Северо-Казахстанской области) — учёный в области строительного материаловедения, доктор технических наук, профессор, заведующий кафедрой строительного материаловедения, изделий и конструкций Белгородского государственного технологического университета им. В. Г. Шухова, член-корреспондент РААСН, заслуженный работник высшей школы Российской Федерации, заслуженный деятель науки Российской Федерации.

## Биография
Родился 9 марта 1946 г. в пос. Смирново Советского района Северо-Казахстанской области. В 1970 году окончил геологический факультет Московского государственного университета им. В. М. Ломоносова.
Работал инженером-геологом Белгородской железорудной экспедиции, затем старшим инженером НИИ «ВИОГЕМ».
В 1976 г. получил приглашение на работу в Белгородский технологический институт строительных материалов (сегодня — БГТУ им. В. Г. Шухова), где прошел путь от старшего преподавателя до профессора, заведующего кафедрой, первого проректора по научной, инновационной и международной деятельности.
С 1989 года В. С. Лесовик — заведующий созданной им кафедры строительного материаловедения, изделий и конструкций.
Результаты исследований учёного по комплексному использованию недр КМА и Архангельской алмазоносной провинции стали основой для утверждения запасов попутно добываемых пород Лебединского, Стойленского, Коробковского, Приоскольского и др. месторождений в Государственном комитете запасов СССР.

## Награды, премии, звания
- орден М. В. Ломоносова Национального комитета общественных наград РФ (2006)
- орден Европейского научного и индустриального консорциума «LABORE ET SCIENTIA» (2006)
- орден «Инженерная слава» Российской инженерной академии (2016)
- медаль им. М. В. Ломоносова Международной академии наук экологии и безопасности жизнедеятельности (2003)
- нагрудный знак «Почетный работник высшего профессионального образования Российской Федерации» (2000)
- нагрудный знак «Почетный работник науки и техники Российской Федерации» (2010)
- медаль «За заслуги перед Землей Белгородской» II степени (2011)
- золотая медаль ВДНХ (ВВЦ) (2015)
- золотая медаль Московского Международного Салона образования за лучшее издание в отрасли (2014)
- золотая медаль Парижского международного книжного салона (2015)

#### Присвоены звания
- Заслуженный деятель науки Российской Федерации (2009)[7]
- Заслуженный работник высшей школы Российской Федерации (2003)[8]
- Лауреат премий им. В. Г. Шухова (2019) и им. А. Н. Косыгина (2005)
- Лауреат Всероссийских конкурсов «Инженер года» (2003) и «Инженер десятилетия» (2012)[9]

## Профессиональная и научная деятельность
В 1983 г. В. С. Лесовик защитил диссертацию на соискание ученой степени кандидата технических наук по теме: «Исследование сланцев с целью получения строительного щебня, керамических материалов и портландцемента».
Докторская диссертация по теме: «Снижение энергоемкости производства строительных материалов с учётом генезиса горных пород» была защищена в 1997 году.
Направление научной деятельности — разработка методологических основ использования энергосберегающего сырья и эффективных технологий производства строительных материалов с учётом генезиса сырья и устойчивости системы «человек — материал — среда обитания».
Проф. В. С. Лесовик является автором нового трансдисциплинарного научного направления — геоники (геомиметики), которое решает инженерные задачи с учётом знаний, полученных при исследовании природных процессов. Геоника рассматривает горные породы как природные аналоги строительных материалов.
В рамках научной школы проф. В. С. Лесовика защищены 35 докторских и более 100 кандидатских диссертаций.
Является автором и соавтором более 600 научных трудов, в том числе 45 монографий и учебных пособий, вышедших под грифом Министерства образования Российской Федерации, более 50 патентов РФ.

#### Основные научные и учебные издания
- Геоника (геомиметика). Теоретические основы формирования структуры анизотропных композиционных материалов: монография / В. С. Лесовик, Ю. А. Беленцов, В. В. Строкова и др. — Белгород: Изд-во БГТУ им. В. Г. Шухова, 2017. — 338 с.
- Лесовик, В. С. Минеральный модификатор для защиты изделий из древесины: монография / В. С. Лесовик, А. М. Айзенштадт, А. А. Стенин. — Белгород: Изд-во БГТУ им. В. Г. Шухова, 2016. — 104 с.
- Лесовик, В. С. Сырьевая база промышленности строительных материалов: учебное пособие / В. С. Лесовик, В. М. Воронцов. — Белгород: Изд-во БГТУ им. В. Г. Шухова, 2015. — 207 с.
- Лесовик, В. С. Геоника. Предмет и задачи: монография / В. С. Лесовик. — 2-е изд., доп. — Белгород: Изд-во БГТУ им. В. Г. Шухова, 2012. — 219 с.
- Методы исследования строительных материалов : учеб. пособие для студентов, обучающихся по специальности 270106, направления 270100 / В. С. Лесовик, А. Д. Толстой, Н. В. Чернышева, А. С. Коломацкий ; БГТУ им. В. Г. Шухова. — Белгород : Изд-во БГТУ им. В. Г. Шухова, 2010. — 96 с.
- Лесовик, В. С. Техногенные продукты в производстве сухих строительных смесей : монография / В. С. Лесовик, Л. Х. Загороднюк, Л. Д. Шахова. — Белгород : Изд-во БГТУ им. В. Г. Шухова, 2010. — 168 с.
- Строительные материалы для эксплуатации в экстремальных условиях : учеб. пособие / А. М. Гридчин, Ю. М. Баженов, В. С. Лесовик, Л. Х. Загороднюк, А. С. Пушкаренко, А. В. Васильченко. — Белгород : Изд-во БГТУ им. В. Г. Шухова ; Москва : Изд-во АСВ, 2008. — 594 с.
- Лесовик, В. С. Повышение эффективности производства строительных материалов с учётом генезиса горных пород / В. С. Лесовик. — Москва : Изд-во Ассоц. строит. вузов , 2006. — 525 с.
- Лесовик, В. С. Строительные материалы из отходов горнорудного производства Курской магнитной аномалии : учеб. пособие / В. С. Лесовик ; БелГТАСМ. — Москва : издательство АСВ ; Белгород : Изд-во БГТУ им. В. Г. Шухова, 1996. — 155 с.[13]

#### Членство в академиях и научных организациях
- член-корреспондент Российской академии архитектуры и строительных наук (РААСН)
- академик Международной академии минеральных ресурсов
- член Европейской федерации национальных инженерных ассоциаций
- вице-президент межрегиональной общественной организации «Ассоциация ученых и специалистов в области строительного материаловедения»
- член диссертационного совета по присуждению ученой степени кандидата технических наук по специальности 05.17.11 Д.212.014.05 — Технология силикатных и тугоплавких неметаллических материалов в Белгородском государственном технологическом университете им. В. Г. Шухова.[14]